# Кабанов, Иван Вячеславович
Ива́н Вячесла́вович Каба́нов (22 октября 1996, Ола, Россия — 15 октября 2022, Украина) — российский офицер, старший лейтенант ВС РФ. Герой Российской Федерации.

## Биография
Окончил магаданскую гимназию № 13 и Дальневосточное высшее общевойсковое командное училище, после чего был назначен командиром 1-го мотострелкового взвода 3-й мотострелковой роты 2-го мотострелкового батальона 80-й отдельной (арктической) мотострелковой бригады 14-го армейского корпуса береговых войск Северного флота. С 22 мая 2022 года участвовал во вторжении на Украину. Погиб в бою. 26 октября 2022 года был похоронен на Марчеканском кладбище Магадана.

## Награды
- Медаль «За отвагу» (посмертно)
- Звание «Герой Российской Федерации» (11 февраля 2023 г., посмертно) — «за мужество и героизм, проявленные во время исполнения воинского долга.» 22 февраля медаль «Золотая звезда» была передана родным Кабанова заместителем командующего Северным флотом вице-адмиралом Олегом Голубевым и губернатором Магаданской области Сергеем Носовым[2][3][4].